# Flutter
Flutter er inden for elektronik og kommunikation en forstyrrelse af et signal i form af hurtige ændringer. Det kan være på styrken, frekvensen eller fasen. Forstyrrelsen kan komme til udtryk som forstyrrelser i gengivelsen af et modtaget signal.
Flutter kan f.eks. skyldes:
- Hurtige variationer i signalstyrken, der f.eks. kan skyldes atmosfæriske forstyrrelser, antennens bevægelser i kraftig vind eller interferens med andre signaler.
- Radiobølgers udbredes normalt med refleksion i E-laget eller i højere lag i ionosfæren. Bølgerne kan helt eller delvist absorberes.
- Radiobølger kan absorberes eller spredes af et fly, der passerer radiostrålen.
- Et signal sendt over telefonkabler kan påvirkes af jævnstrømme i kablet til ballastspolerne.
- Under optagelse eller gengivelse kan flytter skyldes mekaniske variationer i apparatets hastighed, f-.eks. en fejl i en båndoptagers capstan.

 Der er for få eller ingen kildehenvisninger i denne artikel, hvilket er et problem. Du kan hjælpe ved at angive troværdige kilder til de påstande, som fremføres i artiklen.